# Anchor Bay (Californie)
Pour les articles homonymes, voir Anchor Bay.
Anchor Bay est une census-designated place du comté de Mendocino, dans l'état de Californie aux États-Unis.

## Démographie
| 2000 | 2010 |
| ---- | ---- |
| 294  | 340  |